# Time (album de Fleetwood Mac)
Pour les articles homonymes, voir Time.
Albums de Fleetwood Mac
Behind the Mask
(1990) The Dance
(1997)
Time est le seizième album studio de Fleetwood Mac, sorti en 1995.
Après le départ de Stevie Nicks et Rick Vito en 1991, le groupe intègre l'ex-guitariste de Traffic Dave Mason et la chanteuse de country Bekka Bramlett, fille du duo Delaney and Bonnie. C'est le seul album de Fleetwood Mac enregistré par cette formation.

## Titres
1. Talkin' to My Heart (Billy Burnette, Deborah Allen, Rafe VanHoy) – 4:54
2. Hollywood (Some Other Kind of Town) (Christine McVie, Eddy Quintela) – 5:43
3. Blow by Blow (Dave Mason, John Cesario, Mark Holden) – 4:24
4. Winds of Change (Kit Hain) – 4:26
5. I Do (C. McVie, Quintela) – 4:25
6. Nothing Without You (Delaney Bramlett, Doug Gilmore, Bekka Bramlett) – 3:06
7. Dreamin' the Dream (B. Bramlett, Burnette) – 3:43
8. Sooner or Later (C. McVie, Quintela) – 5:40
9. I Wonder Why (Dave Mason, Frankie Previte, Tom Fuler) – 4:28
10. Nights in Estoril (C. McVie, Quintela) – 4:45
11. I Got It in for You (Burnette, Deborah Allen) – 4:08
12. All Over Again (C. McVie, Quintela) – 3:32
13. These Strange Times (Mick Fleetwood, Ray Kennedy) – 7:04

## Musiciens

### Fleetwood Mac
- Bekka Bramlett : chant
- Dave Mason : guitare, chant
- Billy Burnette : guitare, chant
- Christine McVie : claviers, chant
- John McVie : basse
- Mick Fleetwood : batterie, percussions, chant et guitare (13)

### Personnel additionnel
- Michael Thompson : guitare (2, 5, 8, 10, 12)
- Steve Thoma : claviers (3, 4, 9)
- Lindsey Buckingham : chœurs (6)
- Fred Tackett : trompette (8)
- John Jones : basse, guitare, claviers (13)
- Lucy Fleetwood : chœurs (13)